# Villamosvonalak listája Pozsonyban

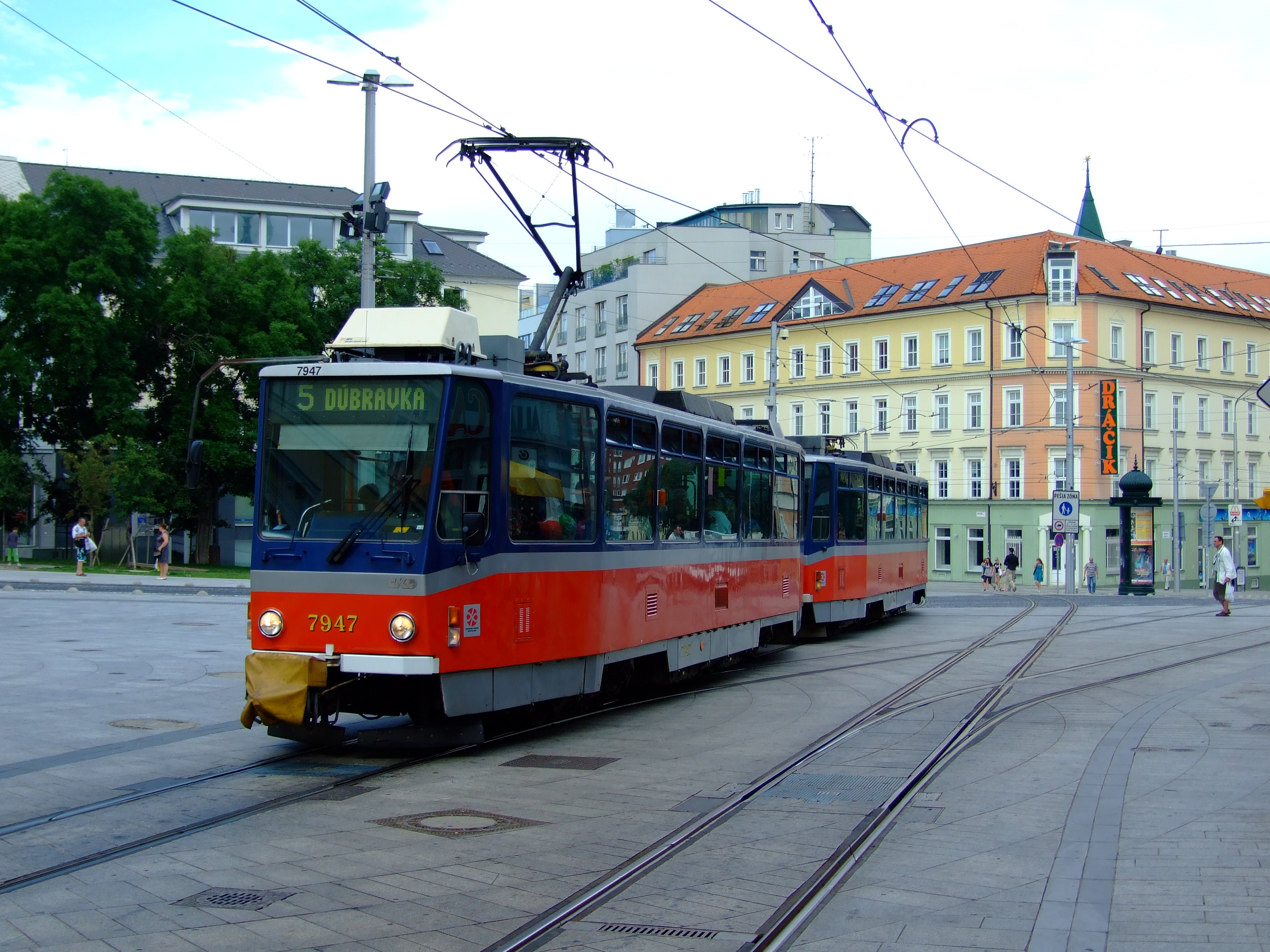
T6A5 típusú villamos tart Pozsonyhidegkút felé az 5-ös vonalon

Ez a cikk a pozsonyi villamosvonalak listáját tartalmazza a villamoshálózat 1895-ös létrehozásától a mai napig. A vonalakat eredetileg azoknak a vonalaknak a nevével jelölték, amelyeken működtek. 1911-ben bevezették a vonaljelölést (A – E). Numerikus megjelölést 1944. január 1-jén vezették be (akkoriban az A, B és C villamosvonalakat 1., 2. és 3. vonalnak nevezték el).

## Nappali járatok

### Állandó állapot
| Vonal | Végállomások                                                                   |  |  | Cikk                     |
| ----- | ------------------------------------------------------------------------------ |  |  | ------------------------ |
| 1     | Főpályaudvar – Ligetfalu, Jungmannova tér                                      |  |  | 1-es villamos Pozsonyban |
| 2     | Főpályaudvar – Szőlőhegy vasútállomás                                          |  |  | 2-es villamos Pozsonyban |
| 3     | Récse, Komiszár utca – Ligetfalu, Juzne mesto                                  |  |  | 3-as villamos Pozsonyban |
| 4     | Pozsonyhidegkút, Keresztnél – Aranyhomok                                       |  |  | 4-es villamos Pozsonyban |
| 5     | Pozsonyhidegkút, Keresztnél – Récse, Komiszár utca                             |  |  | 5-ös villamos Pozsonyban |
| 6     | Károlyfalu, Sarkok – Safárik tér                                               |  |  | 6-os villamos Pozsonyban |
| 7     | (Récse, Komiszár utca) – Pozsony-Szőlőhegy vasútállomás /Vinohrady/ – SzNP tér |  |  | 7-es villamos Pozsonyban |
| 8     | Főrév, Astronomická utca – S. Lajos tér                                        |  |  | 8-as villamos Pozsonyban |
| 9     | Főrév, Astronomická utca – Károlyfalu, Sarkok                                  |  |  | 9-es villamos Pozsonyban |

### Ideiglenes vonalak
| Vonal | Vegállomások                                      |  |  | Cikk                                              |
| ----- | ------------------------------------------------- |  |  | ------------------------------------------------- |
| 3/9   | Főrév, Csillagászati utca – SzNP tér – Récse      |  |  | 3-as villamos Pozsonyban 9-es villamos Pozsonyban |
| 10    | György udvar – S. Lajos tér                       |  |  | 10-es villamos Pozsonyban                         |
| 17    | Főrév, Csillagászati utca – Vazovova utca – Récse |  |  | 7-es villamos Pozsonyban 8-as villamos Pozsonyban |
| X6    | Molecova utca – SzNP tér                          |  |  | X6-os villamos Pozsonyban                         |

## Éjszakai vonalak
| Vonal | Vegállomások                                     |  |  | Cikk                      |
| ----- | ------------------------------------------------ |  |  | ------------------------- |
| N5    | Récse, Biztos utca – Pozsonyhidegkút, Keresztnél |  |  | 5-ös villamos Pozsonyban  |
| N8    | Főrév, Csillagászati utca – Kőtér                |  |  | 8-as villamos Pozsonyban  |
| N10   | Járműk depó, György udvar – SzNP tér             |  |  | 10-es villamos Pozsonyban |

## Törölt vonalak
| Vonal | Vegállomások                                            |  |  | Cikk           |
| ----- | ------------------------------------------------------- |  |  | -------------- |
| 2z    | Savoy – Csendélet utca                                  |  |  | 2z             |
| 10    | György udvar – S. Lajos tér                             |  |  | 10-es villamos |
| 11    | S. Lajos tér – Biztos utca                              |  |  | 11-es villamos |
| 12    | Pozsonyhidegkút, Keresztnél – Safárik tér               |  |  | 12-es villamos |
| 13    | Főpályaudvar – S. Lajos tér                             |  |  | 13-as villamos |
| 14    | Csillagászati utca – S. Lajos tér                       |  |  | 14-es villamos |
| 15    | Pozsonyhidegkút-Hanul utca – Pozsonyhidegkút-Hanul utca |  |  | 15-ös villamos |
| 16    | Biztos utca – Csillagászati utca                        |  |  | 16-os villamos |
| 17    | Károlyfalu – „Vinohrady“ vasútállomás                   |  |  | 17-es villamos |

### Vonalak listája – 1895.08.27.
| Vonal | Vegállomások           |
| ----- | ---------------------- |
| N/A   | Marcalvám – Vitéz utca |

### Vonalak listája – 1909.07.19.
| Vonal | Vegállomások                          |
| ----- | ------------------------------------- |
| HL    | Főpályaudvar – Vitéz utca             |
| KL    | Baromfi piac – Fióktelep állomás      |
| VTKTT | Lajos Király tér- Dohánygyár          |
| PL    | Piros ökör szálloda – Újváros állomás |

### Vonalak listája – 2019.11.17.
| Vonal | Vegállomások         |
| ----- | -------------------- |
| N89   | SzND – Vazovova utca |

## Fordítás
Ez a szócikk részben vagy egészben  a   Zoznam električkových liniek v Bratislave című szlovák Wikipédia-szócikk ezen változatának fordításán alapul.  Az eredeti cikk szerkesztőit annak laptörténete sorolja fel. Ez a jelzés csupán a megfogalmazás eredetét és a szerzői jogokat jelzi, nem szolgál a cikkben szereplő információk forrásmegjelöléseként.